# Paine
Paine este un oraș și comună din provincia Maipo, regiunea Metropolitană Santiago, Chile, cu o populație de 50.028 locuitori (2012) și o suprafață de 678 km2.